# Deutsche Leichtathletik-Mehrkampfmeisterschaften

Logo des Deutschen Leichtathletik-Verbandes

Deutsche Mehrkampfmeisterschaften in der Leichtathletik werden nach dem Zweiten Weltkrieg ab 1946 ausgetragen. Bis zu den letzten deutschen Meisterschaften während des Zweiten Weltkriegs 1943 waren die Mehrkämpfe ein Teil der deutschen Leichtathletik-Meisterschaften und keine eigenständige Veranstaltung.
Deutsche Meisterschaften im Zehnkampf der Männer gibt es schon seit dem Jahr 1911. Von 1937 bis 1973 gab es parallel dazu auch den an einem Tag ausgetragenen Fünfkampf. Bei den Frauen gab es in den Jahren 1925 bis 1927 einen Dreikampf, der ab 1928 zum an zwei aufeinanderfolgenden Tagen durchgeführten Fünfkampf erweitert wurde. Ab 1981 wurde dann der heute übliche Siebenkampf ausgetragen. Der seit einigen Jahren gelegentlich stattfindende Zehnkampf der Frauen wird bei den Meisterschaftswettbewerben bislang nicht berücksichtigt.
In der DDR fanden vom 23. bis 24. September 1950 in Berlin die ersten Mehrkampfmeisterschaften statt.
Die zeitliche und räumliche Auslagerung der Mehrkämpfe hat zwei Gründe: Zum einen ermöglicht sie den Athleten den Start bei Einzeldisziplinen. Immer wieder reichen Leistungen von Mehrkämpfern in ihren Paradedisziplinen an die besten Leistungen der Spezialisten heran, bis hin zum Meistertitel. Zum anderen entlastet die Auslagerung den engen Zeitplan der Meisterschaften.
Jedoch führen die meist im Abstand weniger Wochen stattfindenden nationalen und internationalen Meisterschaften oft dazu, dass die besten deutschen Mehrkämpfer nicht an den nationalen Meisterschaften teilnehmen. So fanden beispielsweise die deutschen Mehrkampfmeisterschaften 2016 während der Olympischen Spiele statt, die des Jahres 2017 am letzten Wochenende der Leichtathletik-Weltmeisterschaften.
Neben den Freiluftwettbewerben finden auch Hallen-Mehrkampfmeisterschaften statt.
Die Mehrkampfmeisterschaften gibt es für unterschiedliche Altersgruppen und auf verschiedenen regionalen Ebenen.
Veranstalter ist der Deutsche Leichtathletik-Verband (DLV). Ausrichter sind jeweils der der Austragungsstätte zugehörige Landesverband und ein Sportverein am Veranstaltungsort. In den letzten Jahren wurde es zunehmend schwieriger einen austragenden Verein zu finden, sodass die Meisterschaften des Jahres 2015 mangels Ausrichter nicht stattfinden konnten. Die Mehrkampfmeisterschaften der Jahre 2016 und 2017 wurden im Bundesleistungszentrum Kienbaum durchgeführt.

## Historie
Erstmals wurde 708 v. u. Z. bei den Olympischen Spielen der Antike ein Pentathlon ausgetragen. Er bestand aus Diskuswurf, Weitsprung, Speerwurf, Stadionlauf („ein Stadion“ = 192,2 m) und Ringen.
Im Mittelalter musste sich jeder ritterliche Mann in sieben Disziplinen bilden: Reiten, Schwimmen, Schießen, Klettern, Fechten, Ringen und Tanzen.
Im 18. Jahrhundert bezogen sich die Philanthropen bewusst auf das griechische Vorbild und förderten neben der allgemeinen körperlichen Bildung einen Fünfkampf aus Laufen, Springen, Klettern, Balancieren und Tragen.

## Deutsche Mehrkampfmeisterschaften
|  | Jahr | Datum                      | Ort                        | Stadion                    | Ergebnisse                      |
|  | ---- | -------------------------- | -------------------------- | -------------------------- | ------------------------------- |
|  | 1946 | 29. September              | Braunschweig               |                            |                                 |
|  | 1947 | 9. August                  | Köln                       |                            |                                 |
|  | 1948 | 18./19. September          | Hamburg                    |                            |                                 |
|  | 1949 | 20./21. August             | Feuerbach                  |                            |                                 |
|  | 1950 | 19./20. August             | Kassel                     |                            |                                 |
|  | 1951 | 18./19. August             | Wetzlar                    |                            |                                 |
|  | 1952 | 16./17. August             | Hamm                       |                            |                                 |
|  | 1953 | 22./23. August             | Balingen                   | Au-Stadion                 |                                 |
|  | 1954 | 24./25. Juli               | Duisburg                   |                            |                                 |
|  | 1955 | 6./7. August               | Frankfurt/M.               |                            |                                 |
|  | 1956 | 4./5. August               | Augsburg                   |                            |                                 |
|  | 1957 | 27./28. Juli               | Oberhausen                 |                            |                                 |
|  | 1958 | 30./31. August             | Ludwigsburg                |                            |                                 |
|  | 1959 | 29./30. August             | Düsseldorf                 |                            |                                 |
|  | 1960 | 24./25. September          | Hamm                       |                            |                                 |
|  | 1961 | 23./24. September          | Heilbronn                  |                            |                                 |
|  | 1962 | 23./24. Juni               | Hamm                       |                            |                                 |
|  | 1963 | 7./8. September            | Hannover                   | Niedersachsenstadion       |                                 |
|  | 1964 | 18./19. Juli               | Karlsruhe                  |                            |                                 |
|  | 1965 | 4./5. September            | Augsburg                   |                            |                                 |
|  | 1966 | 16./17. Juli               | Hamm                       |                            |                                 |
|  | 1967 | 9./10. September           | Leverkusen                 |                            |                                 |
|  | 1968 | 31. Aug./1. Sept.          | Hannover                   | Niedersachsenstadion       |                                 |
|  | 1969 | 2./3. August               | Hannover                   | Niedersachsenstadion       | Sieger                          |
|  | 1970 | 12./13. September          | Stuttgart                  | Neckarstadion              |                                 |
|  | 1971 | 25./26. September          | Hannover                   | Niedersachsenstadion       |                                 |
|  | 1972 | 23./24. September          | Offenbach                  |                            |                                 |
|  | 1973 | 7./8. Juli                 | Hannover                   | Niedersachsenstadion       |                                 |
|  | 1974 | 13./14. Juli               | Trostberg                  |                            |                                 |
|  | 1975 | 21./22. Juni               | Lübeck                     |                            |                                 |
|  | 1976 | 4./5. September            | Hannover                   | Niedersachsenstadion       |                                 |
|  | 1977 | 27./28. August             | Hannover                   | Niedersachsenstadion       |                                 |
|  | 1978 | 29./30. Juli               | Bernhausen                 |                            |                                 |
|  | 1979 | 15./16. Juni               | Krefeld                    |                            |                                 |
|  | 1980 | 6./7. September            | Lage                       | Sportzentrum Werreanger    |                                 |
|  | 1981 | 8./9. August               | Lage                       | Sportzentrum Werreanger    |                                 |
|  | 1982 | 14./15. August             | Ulm                        | Donaustadion               |                                 |
|  | 1983 | 16./17. Juli               | München                    |                            |                                 |
|  | 1984 | 8./9. September            | Ahlen                      | Sportpark Nord             |                                 |
|  | 1985 | 13./14. Juli               | Ulm                        | Donaustadion               |                                 |
|  | 1986 | 19./20. Juli               | Hannover                   | Erika-Fisch-Stadion        |                                 |
|  | 1987 | 12./13. Juni               | Ulm                        | Donaustadion               |                                 |
|  | 1988 | 9./10. Juli                | Rhede                      |                            |                                 |
|  | 1989 | 9./10. September           | Bernhausen                 |                            |                                 |
|  | 1990 | 21./22. Juli               | Salzgitter                 |                            |                                 |
|  | 1991 | 25./26. Mai                | München                    |                            |                                 |
|  | 1992 | 29./30. August             | Ahlen                      |                            |                                 |
|  | 1993 | 19./20. Juni               | Vaterstetten               | Sportzentrum Vaterstetten  |                                 |
|  | 1994 | 1.–3. September            | Vaterstetten               | Sportzentrum Vaterstetten  |                                 |
|  | 1995 | 26./27. August             | Ulm                        | Donaustadion               |                                 |
|  | 1996 | 30. Aug.–1. Sept.          | Vaterstetten               | Sportzentrum Vaterstetten  |                                 |
|  | 1997 | 29.–31. August             | Wesel                      | Auestadion                 |                                 |
|  | 1998 | 28.–30. August             | Vaterstetten               | Sportzentrum Vaterstetten  |                                 |
|  | 1999 | 3.–5. September            | Lage                       | Sportzentrum Werreanger    |                                 |
|  | 2000 | 1.–3. September            | Wesel                      | Auestadion                 |                                 |
|  | 2001 | 24.–26. August             | Vaterstetten               | Sportzentrum Vaterstetten  | Ergebnisliste                   |
|  | 2002 | 30. Aug.–1. Sept.          | Berlin                     | Mommsenstadion             | Ergebnisse                      |
|  | 2003 | 22.–24. August             | Wesel                      | Auestadion                 | Ergebnisliste                   |
|  | 2004 | 3.–5. September            | Vaterstetten               | Sportzentrum Vaterstetten  | Ergebnisliste                   |
|  | 2005 | 26.–28. August             | Lage                       | Sportzentrum Werreanger    | Ergebnisliste                   |
|  | 2006 | 1.–3. September            | Wesel                      | Auestadion                 | Gesamtergebnis                  |
|  | 2007 | 7.–9. September            | Vaterstetten               | Sportzentrum Vaterstetten  | Wertungen                       |
|  | 2008 | 29.–31. August             | Hannover                   | Erika-Fisch-Stadion        | Endergebnis                     |
|  | 2009 | 28.–30. August             | Lage                       | Sportzentrum Werreanger    | Ergebnisliste (pdf 346 kB)      |
|  | 2010 | 26.–29. August             | Potsdam                    | Stadion Luftschiffhafen    | Ergebnisse                      |
|  | 2011 | 9.–11. September           | Vaterstetten               | Sportzentrum Vaterstetten  | Ergebnisse (htm), (pdf)         |
|  | 2012 | 24.–26. August             | Hannover                   | Erika-Fisch-Stadion        | offiz. Endergebnis              |
|  | 2013 | 24./25. August             | Lage                       | Sportzentrum Werreanger    | Ergebnisliste                   |
|  | 2014 | 23./24. August             | Vaterstetten               | Sportzentrum Vaterstetten  | Wettkampf-Resultate             |
|  | 2015 | keinen Ausrichter gefunden | keinen Ausrichter gefunden | keinen Ausrichter gefunden | keinen Ausrichter gefunden      |
|  | 2016 | 13./14. August             | Kienbaum                   | Bundesleistungszentrum     | Ergebnisse                      |
|  | 2017 | 12./13. August             | Kienbaum                   | Bundesleistungszentrum     | Ergebnisliste                   |
|  | 2018 | 24.–26. August             | Wesel                      | Auestadion                 | Ergebnisse                      |
|  | 2019 | 10.–11. August             | Bietigheim-Bissingen       | Sportpark Ellental         | Ergebnisliste (pdf 146 kB)      |
|  | 2020 | 21.–23. August             | Vaterstetten               | Sportzentrum Vaterstetten  | Wettkampfresultate und Berichte |
|  | 2021 | 20.–22. August             | Wesel                      | Auestadion                 |                                 |
|  | 2022 | 26.–28. August             | Filderstadt-Bernhausen     | Fleinsbachstadion          | Ergebnisse und Berichte         |
|  | 2023 | 1.–3. September            | Hannover                   | Erika-Fisch-Stadion        | Ergebnisse                      |
|  | 2024 | 23.–25. August             | Hannover                   | Erika-Fisch-Stadion        |                                 |